# Gunter Mayr
Gunter Mayr (ur. 25 stycznia 1972 w Innsbrucku) – austriacki prawnik, urzędnik państwowy i nauczyciel akademicki, w latach 2024–2025 minister finansów.

## Życiorys
W 1990 zdał egzamin maturalny w miejscowości Wörgl. Studiował na Uniwersytecie Leopolda i Franciszka w Innsbrucku, na którym ukończył prawo (1997) oraz nauki społeczne i ekonomiczne (2001). W latach 1998–2003 pracował jako nauczyciel akademicki na macierzystej uczelni. W 2003 został urzędnikiem w federalnym ministerstwie finansów, stopniowo awansując w jego strukturze. Od 2006 był kierownikiem departamentu podatku dochodowego i korporacyjnego. W 2009 powrócił jednocześnie do działalności dydaktycznej jako wykładowca Uniwersytetu Wiedeńskiego. W 2012 powołany na najwyższe resortowe stanowisko urzędnicze szefa sekcji, odpowiadał za sekcję polityki podatkowej i prawa podatkowego.
W listopadzie 2024 objął urząd ministra finansów w rządzie Karla Nehammera; zastąpił Magnusa Brunnera, który ustąpił w związku z przygotowaniami do objęcia stanowiska członka Komisji Europejskiej. Funkcję tę pełnił do marca 2025.